# Самурај
Самураји су били привилегована племићка војничка каста феудалног Јапана до револуције 1868. године. Носили су даишо-два мача тј. катана и вакизаши. Следили су пут бушида. Морали су починити сепуку/самоубиство ако им је повређена част. Част је била центар живота, који им је био посвећен одбрани свог господара; био то племић, феудалац или цар лично. Самурај који је изгубио господара или који га никада није имао, а био је самурај, звао се ронин. Многи су ронини постали сенсеји (учитељи), бандити или луталице (комусо). Самураји су једини имали презиме и оружје.
На културу и дисциплину самураја је посебан утицај имао зен будизам.

## Терминологија
На јапанском се обично називају буши (武士), што значи „ратник“ или буке (武家). Према преводиоцу Вилијаму Скоту Вилсону: „На кинеском је слово 侍 првобитно било глагол који значи 'чекати на', 'пратити особе' у вишим друштвеним слојевима, и то се односи и на оригинални израз на јапанском језику, saburau. У обе земље изрази су временом попримили значење „они који служе у блиској пратњи племства“, а јапански израз saburai је номинални облик глагола“. Према Вилсону, рано позивање на реч самурај појављује се у Кокин Вакашу, првој царској антологији песама, довршеној у 10. веку.
Крајем 12. века, самураји су постали готово у потпуности синонимни са бушима, а реч је била уско повезана са средњим и горњим ешалонима класе ратника. Самураји су обично били повезани са кланом и њиховим господаром, а били су обучени за официре у војној тактици и широј стратегији. Иако су самураји чинили мање од 10% тадашњег јапанског становништва, њихова учења се и данас могу наћи и у свакодневном животу и у модерним јапанским борилачким вештинама.

## Тихи ратник

### Европске предоџбе самураја
У XX веку није било политичког или друштвеног концепта који би био мање актуелан од једне наследно ратничке владајуће класе. И заиста, већина људи већ при помену „елитног друштва” осети силну и непријатну одбојност. То потврђују историјски примери норманских барона, шпанских племића (хидалго) и пруских официра. Њима треба додати и класу буши или, како је још називају, јапанску ратничку класу, познатију као - самураји. Понекад има неспоразума у схватању историје, карактера, вере и положаја самураја, посебно у друштвима која се прилично разликују од јапанског. Ова искривљена схватања су плод дубоких емоција и често су то биле две крајности — обожавање и гнушање.
Захваљујући живом сећању на Тогово уништење Руске царске флоте и Ногијево освајање Порт Артура, порасло је интересовање целог света за ту мало познату земљу, чији су ратници и морнари показали и витештво и храброст у рату против Руса. Могло се очекивати да ће Енглези, везани уговором о савезништву с Јапаном, поздравити исход борбе и Јапану доделити назив „Британија Далеког истока”. Такође је било природно да азијски народ, од Жутог мора до Персијског залива, осети дубоко задовољство што се бела раса више не може хвалисати, бар не с таквом сигурношћу, својом непобедивом војном моћи. Американце је јако узнемирила јапанска победа; царска влада је због многих разлога, и не само због суровог злостављања руских и пољских Јевреја, већ дуго трпела притисак Сједињених Држава.
Стога се у Европи, Азији и Америци, у свеопштој збуњености, наметнуло питање тајне јапанског успеха. Најубедљивији одговор на ово питање, чини се, даје једна књижица под називом Бушидо — душа Јапана, коју је написао професор Токијског царског универзитета, др Иназо Нитобе. Ова књига, која је данас скоро заборављена, била је у своје време прави бестселер у Британији и Америци. Први пут је штампана 1900. године, а изашла је ни мање ни више него у 17 издања за наредних дванаест година. Др Нитобе је студирао у САД, где се придружио секти квекера. Након повратка у Јапан, убрзо је стекао глас хришћанског учитеља и писца, али и особе која је без обзира на све, окренула леђа традиционалним религијама и јапанској етици. На пример, у једној од његових књига под називом Ići-nići ići-gen (По једна реч на дан), он једнако хвали поруке будизма, конфучијанизма и старе јапанске поезије, као и поруке Библије.

### Бушидо - душа Јапана
Бушидо — душа Јапана велича традиције, начела и стил самураја. Нитобе је дао сјајну, идеализовану слику, која је требало да пробуди романтична размишљања читалаца. Његови самураји су витезови без страха и мане. Пошто је ово схватио, едвардијански читалац долази до језгра Нитобове поруке: бушидо, етички кодекс самураја - још је жив. Он није више ограничен само на стару ратничку класу, него је проширио свој утицај на цело јапанско друштво. Све ово је објашњавало хероизам и пожртвовање које су показивали на борбеном пољу, и стоицизам којим су породице испраћале своје мушкарце у рат. Још више од тога, Нитобеови читаоци су могли себи створити слику јапанског самураја из древних времена, који се у потпуности може поистоветити с хајлендским лордовима и јужњачким џентлменима, с веома мало специфичних особина, које су се односиле, углавном, на изглед.
Овај ласкави приступ њиховој традицији и још посебно утицајној водећој класи не би желео да порекне ниједан Јапанац. Али, до сада, пошто је био прилично неоснован, могао је изазвати и нека опречна схватања. Очекивања су се некада завршавала грубим разочарањима. И мање од 30 година након Руско-јапанског рата, из разлога у које не треба дубље улазити, Јапан - земља хероја, замењен је Јапаном -- империјалистичким, капиталистичким скоројевићем. А онда долази нешто још горе. Рат на Пацифику, његове непосредне последице и ослобађање ратних заробљеника и интернираца из логора у југоисточној Азији успели су да од пишчеве поруке начине праву, окрутну фарсу. У првим годинама после рата и сама реч бушидо будила је гнусна сећања. Ово нису осећали само бивши јапански непријатељи — велики део јапанског становништва изгледао је исто тако непријатељски расположен према самурајској традицији. Они који су покушали да ово порекну, могли су само да приговоре да су њихови савремени наследници упрљали једно лепо наследе својом бруталношћу и глупошћу.
До 1958. године Јапан је био врло близак савезник Америке и филму „Седам самураја” аплаудирали су у биоскопима од Лондона до Лос Анђелеса. Те исте године изашла је из штампе и књига која би се могла назвати антитезом Нитобеове публикације, под називом Витезови бушида, чији је аутор био лорд Расел из Ливерпула. У њој је, с освртом на ратне грозоте, дух самураја описан као издајнички и садистички, чак им је придодат назив „нацисти Далеког истока”. Књига лорда Расела никада није постигла такав успех као Нитобеова, али утицај који је тада имала, није занемарљив. Она је подстицала, посебно на европској страни Атлантика, антипатију која је гајена према јапанским царским снагама, и још више према свему што је било повезано са самурајском традицијом.
До седамдесетих година XX века било је различитих мишљења која су се нашла негде између супротности датих у обе ове књиге, мада слика још није јасна. Пре свега, самурај је фигура из прошлости, која се, изгледа, скоро никако не уклапа у представу модерне јапанске сцене. Он је, наравно, мачевалац, с репом косе везаним на врху главе, спреман да се сам бори с десетином непријатеља. Он је ратник са слике или екрана, у црном оклопу, с кацигом на глави, украшеном крилима, и с маском на лицу. Он се види како се бори до последњег даха, док замак нестаје у пламену, или како смирено клечи на безгрешном татамију да би отровни бодеж забио у леву страну своје утробе. Гледајући га данас очима људи са Запада, он нам изгледа сасвим егзотично и толико далеко, чак више него неки паладин из доба европског витештва, још чуднији од мандарина царске Кине или шамана из татарских степа.
Ипак, три необична догађаја седамдесетих година XX века подсетила су да дух самураја још живи. Новембра 1970. године један од највећих јапанских романописаца извршио је харакири у традиционалном буши стилу. Марта 1974. један поручник Царске армије појавио се из џунгле Лубанга, на Филипинима, после неких тридесетак година упорног сакривања. Марта 1976. један млади глумац намерно је уништио авион ударивши у кућу у предграђу Токија, желећи да убије не само себе него и власника куће кога је мрзео и презирао због наводне корупције. Била је то свесно спроведена операција, као што су у рату чинили токотаји, пилоти-камиказе, који су се свесно угледали на хероизам самураја. Ниједан од ова три догађаја не може да се схвати без познавања самурајског кодекса.
Овакви догађаји истичу срж традиције, као што чине и ћанбара еига, самурајске мелодраме, које су данас главна тема јапанске телевизије и биоскопа. Ове приче су јапанско виђење „вестерна”, аналогија која се може и другачије тумачити као улога коју игра Јул Бринер у Седам величанствених, а која представља самураја са сомбрером на глави.

## Култура
Као аристократи током векова, самураји су развијали сопствене културе које су утицале на јапанску културу у целини. Културу повезану са самурајима, као што су чајна церемонија, монохромно сликање мастилом, камене баште и поезија, прихватали су ратнички покровитељи током векова 1200–1600. Ове праксе су прилагођене из кинеске уметности. Зен монаси су их увели у Јапан и дозвољено им је да цветају због интереса моћних ратничких елита. Мусо Сосеки (1275–1351) је био зен монах који је био саветник цара Го-Дајга и генерала Ашикаге Такауџија (1304–58). Мусо, као и други монаси, служио је као политички и културни дипломата између Јапана и Кине. Мусо је био посебно познат по свом дизајну баште. Још један Ашикага покровитељ уметности био је Јошимаса. Његов саветник за културу, зен монах Зеами, представио му је чајну церемонију. Раније су чај углавном користили будистички монаси да би остали будни током медитације.

### Образовање
Генерално, самураји, аристократи и свештеници имали су врло високу стопу писмености у каџију. Недавна истраживања су показала да је писменост у каџију међу осталим групама у друштву била нешто виша него што се претходно схватало. На пример, судски документи, матичне књиге рођених и умрлих, и подаци о венчањима из периода камакура, које су поднели земљорадници, припремљени су у каџију. Стопа писмености у каџију и математичке вештине побољшале су се пред крај камукара периода.
Неки самураји су имали буке бунко, или „ратничку библиотеку“, личну библиотеку која би садржавала текстове о стратегији, науци о ратовању и друге документе који би се показали корисним током ратне ере феудалног Јапана. Једна таква библиотека имала је 20.000 томова. Виша класа је имала Куге бунко, или „породичне библиотеке“, која су садржале класике, будистичке свете текстове и породичне историје, као и генеалошке записе.

## Гардероба самураја
Самураји, као ратници елите у феудалном Јапану, имали су значајан утицај на културу и друштвене норме свог времена. Њихова одећа није само служила као практична заштита у борби, већ је одражавала и дубоке друштвене и културне вредности.

### Историјски развој
Кроз векове, одећа самураја еволуирала је да одговори на промене у војној тактици и друштвеним улогама. Од раних периода када су носили просте панцере, до Едо периода где је фокус био на естетици и церемонијалној одећи, самурајска одећа је постала сложенија и символична.

### Основни делови одеће
1. Кимоно - Основни слој одеће који је често био израђен од свиле, носио се испод оклопа за комфорт и статус.
2. Хакама - Широке панталоне које су помагале у кретању и борби, обично носене преко кимона.
3. Доши - Тешки оклоп који штити горњи део тела, укључујући и рамена.
4. Кабуто - Метални шлем који је штитио главу од удараца, често украшен за интимидацију непријатеља.

### Украси и значај
Боје и украси на одећи самураја били су изузетно значајни, са богатим симболиком. Мона, или грбови, који су носили породичне обележја, често су били ушивени на видљива места како би показали породичну припадност и ранг.